# Lanne-en-Barétous
 Lanne-en-Barétous  (en euskera Landa, en bearnés Lanno en Barétous) es una población y comuna francesa, en la región de Aquitania, departamento de Pirineos Atlánticos, en el distrito de Oloron-Sainte-Marie y cantón de Aramits.

## Demografía
| 1 037 | 1 074 | 1 054 | 1 280 | 1 423 | 1 423 | 1 422 | 1 380 | 1 361 | 1 271 | 1 214 | 1 211 | 1 197 | 1 135 | 1 083 | 1 048 | 982 | 953 | 967 | 959 | 815 | 830 | 798 | 782 | 799 | 691 | 665 | 588 | 536 | 542 | 513 | 495 | 520 |
| Para los censos de 1962 a 1999 la población legal corresponde a la población sin duplicidades (Fuente: INSEE [Consultar]) |       |       |       |       |       |       |       |       |       |       |       |       |       |       |       |     |     |     |     |     |     |     |     |     |     |     |     |     |     |     |     |     |

## Economía
La principal actividad es la agrícola y ganadera.